# Fernando Cisterna
Fernando Cisterna Ortiz (La Serena, 22 de agosto de 1904 - Santiago, 30 de abril de 1970) fue un dentista y político radical chileno. Hijo de Alfredo Cisterna y Amelia Ortiz. Contrajo matrimonio con Norma Matus Galland. Su hijo, Fernando Cisterna Matus también fue diplomático.
Estudió en el Liceo de Hombres de Talca y en el Liceo Valentín Letelier de Santiago. En la Universidad de Chile se tituló de dentista en 1927 con la tesis “Generalidades de prótesis dental”.
Se dedicó a ejercer su profesión en Chuquicamata, además fue dentista del Ejército, de Carabineros, del Seguro Obrero y del Servicio Dental Escolar.
Ingresó al Partido Radical en 1920 y fue vicepresidente del Centro Radical de Santiago. Presidente de la Asamblea de la colectividad en Chuquicamata.
Elegido Diputado por la 2.ª agrupación departamental de Antofagasta, Tocopilla, El Loa y Taltal (1941-1945). Integró la comisión permanente de Asistencia Médico-Social e Higiene.
Reelecto Diputado por la misma agrupación (1945-1949), esta vez integró la comisión de Gobierno Interior.
En agosto de 1947 aceptó la misión diplomática de Chile en Suiza, por lo que fue reemplazado por José Avilés Avilés (7.377 votos), también radical, tras vencer en las elecciones complementarias a otro radical, Humberto Rojas (3.744 votos), el democrático Máximo Venegas Sepúlveda (1.196 votos) y el agrario laborista Ismael Valdés Alfonso (839 votos).
En 1952, una vez terminado el régimen radical, se retiró de la política para dedicarse a su profesión. En Las elecciones de 1964 apoyó la candidatura presidencial de Julio Durán Neumann, siendo generalísimo de la campaña del norte.